# Lubicz (clan)
Lubicz (ook: Luba, Lubow, Łuba, Libicz, Łubik, Łubicz, Łubek, Łubow) was een Poolse heraldische clan (ród herbowy) van middeleeuws Polen en later het Pools-Litouwse Gemenebest.
Volgens de legende kreeg een ridder van de Pobóg clan rond 1190 van Leszek I van Polen zijn eigen wapen voor verdiensten tijdens een slag nabij de rivier Drwęca, die toen nog Lubicz heette. De clan zou dus naar een rivier vernoemd zijn. De oudste afbeelding van het clanwapen is te herleiden naar een zegel uit 1348.
De historicus Tadeusz Gajl heeft 1244 Poolse Lubicz clanfamilies geïdentificeerd.

## Telgen
De clan bracht de volgende bekende telgen voort:
- Piotr Tylicki, bisschop
- Stanisław Żółkiewski, Hetman en staatsman
- Czesław Miłosz, winnaar Nobelprijs voor Literatuur
- Stanisław Choromański, aartsbisschop
- Jan Grochowski, generaal-majoor
- Oscar Vladislas de Lubicz-Milosz, Litouws dichter

## Variaties op het wapen van Pomian

Wapen van Krzywda
Wapen van Osiecimski
Wapen van Abramowicz
Wapen van Osiecimski-Hutten-Czapski

## Galerij

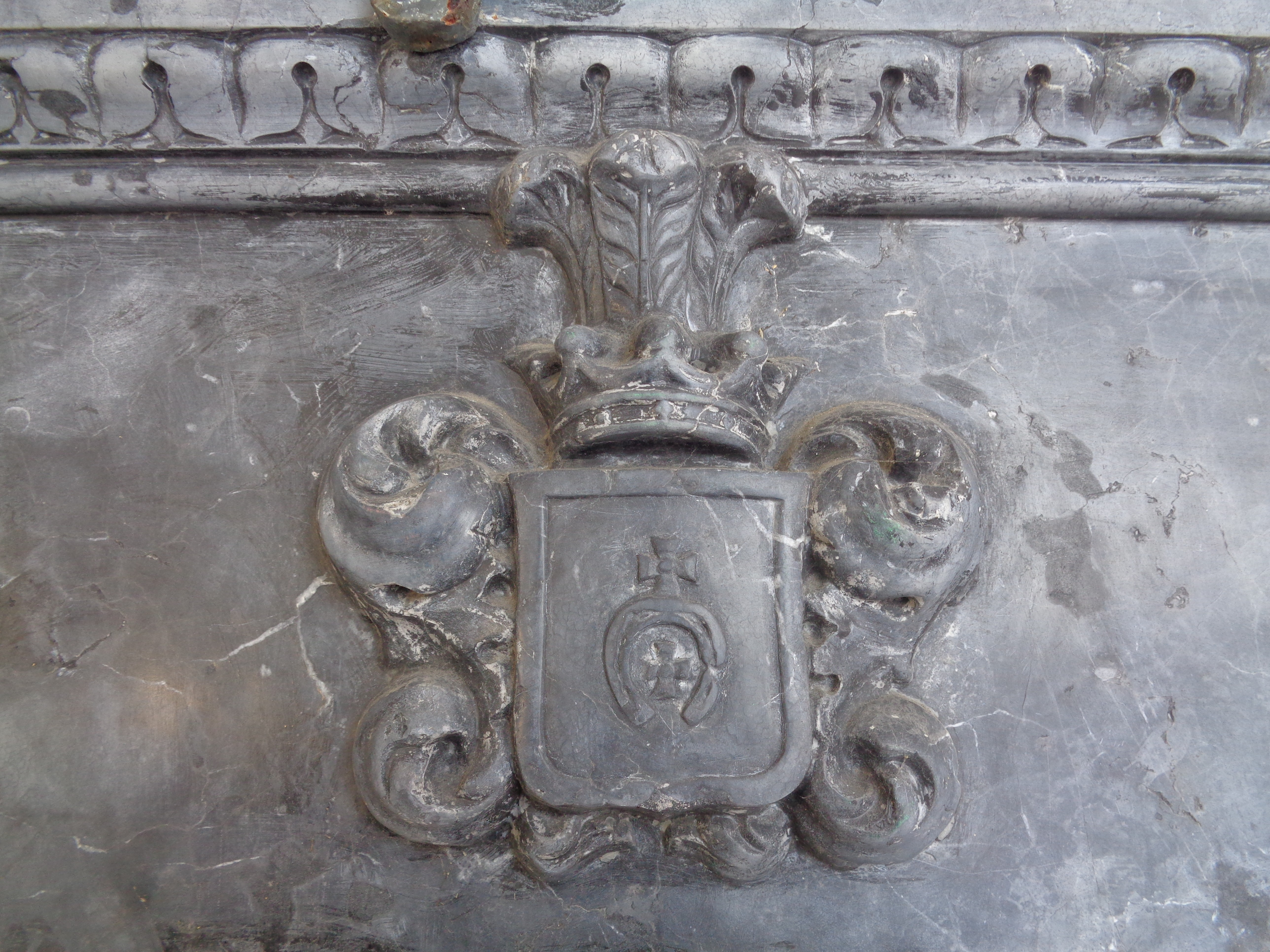
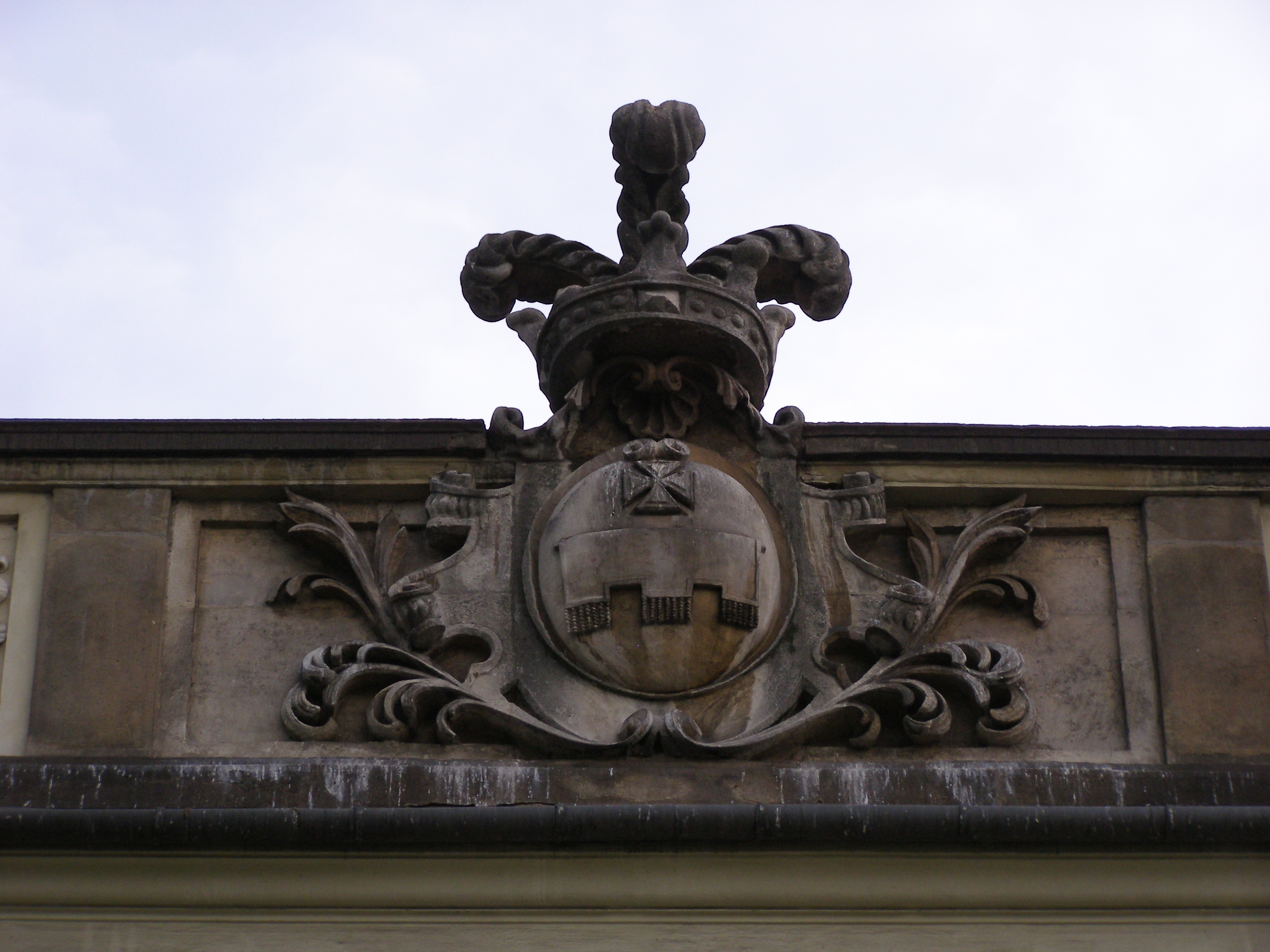
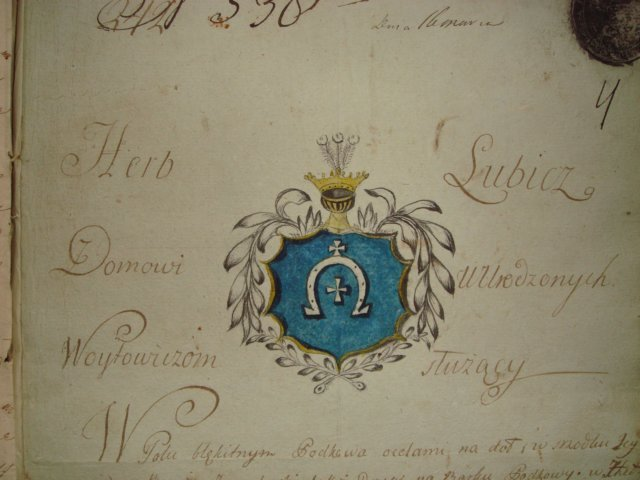